# 前川光
前川 光（まえかわ ひかる、1956年1月29日 - ）は、日本の政治家。京都府大山崎町長（2期）。元大山崎町議会議員（5期）。

## 来歴
京都府大山崎町生まれ。大山崎町立大山崎小学校、乙訓中学校事務組合立乙訓中学校、京都府立乙訓高等学校、関西学院大学理学部卒業。喫茶店を営む。
1994年（平成6年）、大山崎町議会議員に初当選。2006年（平成18年）、4期目の当選。なお時期は不明だが自由民主党の党員だった。
2010年（平成22年）10月17日に行われた大山崎町長選挙に立候補。元町議の江下伝明、現職の真鍋宗平らと争うも得票数3位で落選。
2014年（平成26年）、町議選に立候補し、通算5期目の当選を果たす。
2018年（平成30年）7月20日、大山崎町長選挙に再挑戦する意向を表明した。同年10月21日に行われた町長選に日本共産党の支持を受けて立候補。自由民主党・立憲民主党・国民民主党・公明党の4党の推薦と西脇隆俊知事の推薦を受けた現職の山本圭一を破り、初当選を果たした。12月5日、町長就任。
※当日有権者数：12,983人 最終投票率：59.80%（前回比：－2.46pts）
| 候補者名 | 年齢 | 所属党派 | 新旧別 | 得票数  | 得票率 | 推薦・支持                                         |
| -------- | ---- | -------- | ------ | ------- | ------ | -------------------------------------------------- |
| 前川光   | 62   | 無所属   | 新     | 3,855票 | 50.9%  | （支持）日本共産党                                 |
| 山本圭一 | 45   | 無所属   | 現     | 3,718票 | 49.1%  | （推薦）自由民主党・立憲民主党・国民民主党・公明党 |

2022年10月16日投開票の町長選で、山本を破り再選。
※当日有権者数：13,400人 最終投票率：60.22%（前回比：+0.42pts）
| 候補者名 | 年齢 | 所属党派 | 新旧別 | 得票数  | 得票率 | 推薦・支持                             |
| -------- | ---- | -------- | ------ | ------- | ------ | -------------------------------------- |
| 前川光   | 66   | 無所属   | 現     | 4,628票 | 58.39% |                                        |
| 山本圭一 | 49   | 無所属   | 元     | 3,298票 | 41.61% | （推薦）自由民主党・国民民主党・公明党 |